# GNU Classpath

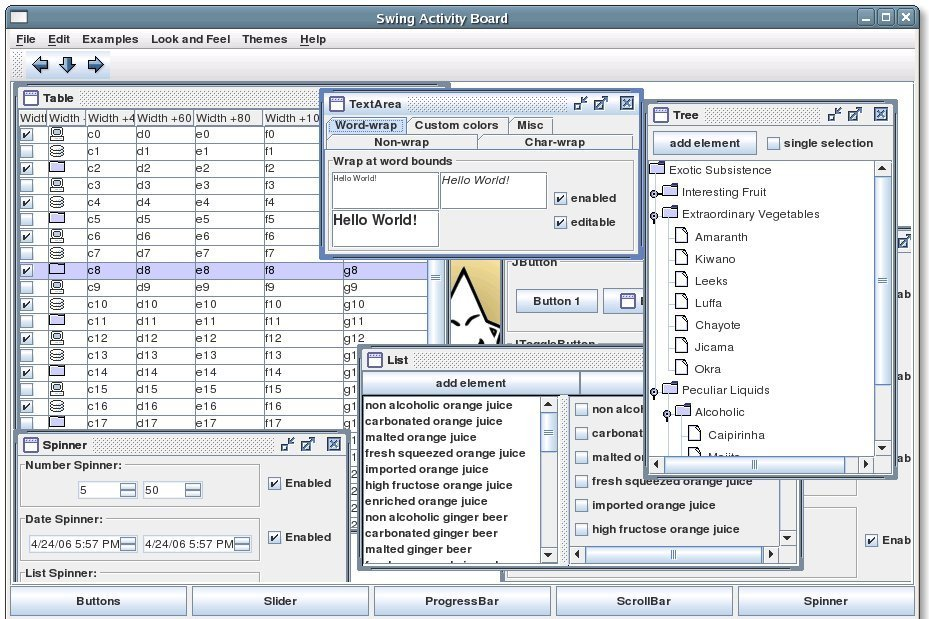
Demonstration des GNU Classpath (Swing)

GNU Classpath war eine freie Implementierung der Standardklassenbibliotheken für die Programmiersprache Java. Sie dient vielen Open-Source-Entwicklern als Ersatz für die ehemals proprietäre Klassenbibliothek von Sun Microsystems.
GNU Classpath wird von vielen freien Compilern und Laufzeitumgebungen (zum Beispiel GNU Compiler for Java [GCJ] oder der freien Java-VM Kaffe) genutzt.
GNU Classpath ist lizenziert unter der GNU GPL. Da Classpath weitgehend kompatibel zu den Klassenbibliotheken von Sun oder IBM ist, gelten Programme, die Classpath verwenden, nicht als abgeleitete Werke. Durch eine Ausnahmeregelung in der Lizenz dürfen auch proprietäre Programme gegen die freie Klassenbibliothek gelinkt werden.

## Geschichte
Die Entwicklung begann 1998 mit fünf Entwicklern und übernahm im Laufe seiner Entwicklung immer wieder Code aus anderen Projekten mit ähnlichen Zielsetzungen (Kaffe, libgcj). Früher beinhaltete GNU Classpath auch eine mittlerweile aufgegebene eigene virtuelle Maschine namens Japhar.
Nachdem der Großteil der Java-1.4-API implementiert war, verlagerte sich die Entwicklung von der Implementierung neuer Teile der API auf die Fehlerbehebung. Am 24. Oktober 2006 wurde die Umsetzung der 1.4-Spezifikation vervollständigt.
2007 wurden im Rahmen des Projektes IcedTea des Linux-Distributors Red Hat Teile von GNU Classpath übernommen, um letzte Lücken in den von Sun freigegebenen Quellen des offiziellen Java Development Kit zu schließen, die proprietär gebliebene Bestandteile hinterlassen hatten, und eine lauffähige Version von OpenJDK zu erstellen. Damit ist Code von GNU Classpath in die offizielle Implementierung der Java-Plattform eingeflossen.
Die Weiterentwicklung wurde mit Version 0.99 im März 2012 eingestellt. J2SE 5.0 wurde nicht mehr vervollständigt.